# Spaghetti aglio e olio

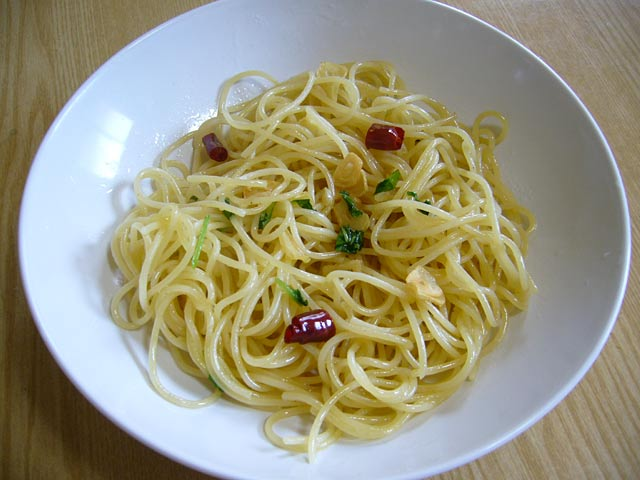
Spaghetti aglio, olio e peperoncino

Spaghetti aglio e olio [spaˈɡetti aʎʎo e ɔːljo] (italienisch für Spaghetti mit Knoblauch und Öl) ist ein einfaches Nudelgericht der süd- und mittelitalienischen Küche.
Zur Zubereitung werden zerdrückte oder fein gehackte Knoblauchzehen in reichlich nativem oder extra nativem Olivenöl erhitzt oder hell angebraten; letzteres verleiht dem Gericht eine herb-würzige Note. Das so aromatisierte Öl wird mit viel frisch gemahlenem schwarzen Pfeffer abgeschmeckt und dann mit al dente gekochten Spaghetti vermischt. Falls der Knoblauch zerdrückt wurde, wird dieser entfernt.
In einer scharfen Variante (Spaghetti aglio, olio e peperoncino oder im Dialekt e peparzo) aus den Abruzzen und aus Rom werden mit dem Knoblauch noch frische oder getrocknete Peperoni zum Öl gegeben. Weitere Varianten sind die Zugabe von etwas Butter, von gehackter, glattblättriger Petersilie, entweder roh oder kurz im Öl frittiert, sowie die Zugabe von eingelegten Sardellen, die ebenfalls gehackt im Öl mitgedünstet werden.